# 9-я стрелковая бригада (1-го формирования)
9-я отдельная стрелковая бригада — стрелковое соединение РККА ВС Союза ССР.
В литературе встречается также наименование 9-я стрелковая бригада. Формирование в составе действующей армии с 26 июня 1941 по 16 сентября 1941 года как железнодорожная, с 16 сентября 1941 по 7 февраля 1942 года как стрелковая и с 7 февраля 1942 года по 19 февраля 1945 года как железнодорожная бригада.

## История
Стрелковое соединение сформировано 16 сентября 1941 года в Ленинграде на базе 9-й железнодорожной бригады.
На 1940 год 9-я отдельная железнодорожная бригада дислоцировалась в Выборге, в составе бригады были управление, 1-й отдельный восстановительный батальон, 4-й отдельный восстановительный батальон и 38-й отдельный плотничный батальон.
Часть бригады переброшена в 1940 году из Выборга на станцию Оранчицы Брестской области и в мае 1941 года отправлена в город Беловеж (ныне территория Польши), где строила железную дорогу от Беловежа до Оранчиц. Штаб 9-й железнодорожной бригады располагался в Грудках.
В июне 1941 года бригада участвовала в боях в Белоруссии, так в частности ведёт бои в пятидесяти километрах от Слонима прикрывая подготовленный к взрыву мост через реку. Затем отходит с боями, разрушая железнодорожное полотно и объекты инфраструктуры железной дороги, в конечном итоге выйдя остатками из окружения к Могилеву по коридору между городами Скидель и Волковыск. В начале июля 1941 года остатки бригады прибыли в Выборг. После доформирования и укомплектования бригада приступила к прикрытию железнодорожных направлений Карельского перешейка. С 1 августа 1941 года, с возобновлением наступления финских войск отступает к Выборгу через Антреа, затем к Ленинграду, разрушает пути и инфраструктуру, ведёт арьергардные бои, например, оборонительные бои за станцию Антреа, уничтожение железнодорожного моста через реку Вуокса и бои за станцию Райвола. Когда бригада отошла на рубеж «старой» государственной границы по реке Сестра, она приступила к техническому прикрытию железных дорог на белоостровском и васкеловском направлениях, ведёт эвакуацию второстепенных железнодорожных путей, готовит объекты для минирования.

В приказе начальника военных сообщений 23-й армии от 19 октября 1941 года отмечалось, что 9-я отдельная железнодорожная бригада, выполняя ряд ответственных заданий по устройству заграждений, работая в исключительно тяжелых условиях, в непосредственном соприкосновении с противником, разрушила сотни километров путей, десятки мостов и труб, эвакуировала тысячи тонн ценного имущества. — http://www.victory.mil.ru/lib/books/memo/mayorov/02.html
В середине сентября 1941 года бригада была переформирована в стрелковую и заняла 30-километровый участок обороны по восточному берегу Финского залива и дамбе. С ледоставом бригада оборудует позиции непосредственно на льду, были установлены проволочные заграждения и минные поля, на берегу — ледяные горы как противотанковые препятствия. Обороняет фарватер Ленинград — Кронштадт. На 13 — 14 ноября 1941 года бригада насчитывала 4000 человек при 37 станковых пулемётах, 6 45-мм орудиях и 24 120-мм миномётах. По-видимому была в течение ноября — декабря 1941 года значительно усилена, поскольку занимала весьма важный участок обороны.
Стойкость бойцов 9-й отдельной стрелковой бригады в обороне города на Неве была отмечена Военным советом Ленинградского фронта, который за проявленное мужество и смелые действия объявил всему личному составу благодарность. К концу зимы 1942 года Железнодорожные войска нужны были для использования их по прямому назначению, поэтому 9-я бригада вновь была переформирована из стрелковой в железнодорожную. Впоследствии бригада за боевые заслуги в годы войны была награждена орденом Красного Знамени.
Большое влияние на снабжение Ленинградского фронта боеприпасами и жителей города продовольствием имели работы по реконструкции Ириновской железнодорожной ветки между Ленинградом и Осиновцом. Эта 56-километровая линия занимала особое положение. Она была единственной артерией блокированного города и связывала Ленинград с западным берегом Ладожского озера. Второстепенная до войны, а поэтому со слабым развитием путевого хозяйства, ветка стала в дни блокады главной железнодорожной магистралью города. Было принято решение реконструировать её. С этой целью 7 февраля 9-я бригада вновь стала железнодорожной, и работы по реконструкции ветки были поручены ей. В результате самоотверженного труда воинов-железнодорожников пропускная способность Ириновской линии достигла восьми пар поездов в сутки. Грузы с западного берега Ладоги стали быстрее доставляться в Ленинград.
В марте — апреле  1942 совместно со спецформированием НКПС ГОРЕМ-10 восстанавливает портовые сооружения в Осиновце (западный берег Ладожского озера).  Были построены семь пирсов с уложенными на них рельсовыми путями, ряд станций и веток, паромная железнодорожная переправа через озеро, слиповые пути.
Летом 1942 года занята строительством пирсов на западном берегу Ладоги для паромной железнодорожной переправы и затем занимается её эксплуатацией.
В ноябре 1942 года — январе 1943 года совместно со спецформированиями НКПС ГОРЕМ-10, СВЯЗЬРЕМ-13, ВОДРЕМ-1, ПУТЬРЕМ-3, Мостопоезд строит железнодорожную свайно-ледовую переправу с западного берега Ладожского озера, строительство которой в связи с прорывом блокады было прекращено. После прорыва блокады бригада строила новую железную дорогу Шлиссельбург — Поляна, посредством которой в Ленинград 7 февраля 1943 года прибыл первый состав после прорыва блокады и в дальнейшем обслуживает эту ветку. В июне 1943 года бригада возводит автодорожный мост через Неву у Шлиссельбурга, в течение 1943 года восстанавливает и строит новые железнодорожные пути в районе Ленинграда.
С января 1944 года продвигается вслед за наступающими советскими войсками, разминируя и восстанавливая железнодорожные пути и инфраструктуру железной дороги. За 1944 год бригадой было восстановлено 1740 километров главных и станционных путей, свыше 6,5 тысячи погонных метров искусственных сооружений, выполнено около 400 тысяч кубометров земляных работ, возвращено в строй действующих 6752 проводокилометров линий связи.
В мирное время бригада строила подъездные пути к КамАЗу, участвовала в строительстве БАМа, восстанавливала дороги в Чечне. Последний этап деятельности бригады — строительство объектов Куйбышевской железной дороги. В эти годы штаб бригады располагался в корпусах нынешнего Самарского государственного университета путей сообщения. Здесь же в 1980 году были установлены обелиск и вечный огонь в память о воинах бригады, погибших в годы войны. Сегодня они также составляют часть мемориального комплекса.
В 1996 году штаб бригады передислоцирован в Сызрань, где дислоцировались батальоны входящие в состав бригады. Огромный вклад в победу СССР внёс Герой Советского Союза Жильбин Николай Михаилович.

## В составе
| Дата            | Фронт (округ)       | Армия      | Корпус | Примечания |
| --------------- | ------------------- | ---------- | ------ | ---------- |
| 01.10.1941 года | Ленинградский фронт | -          | -      | -          |
| 01.11.1941 года | Ленинградский фронт | 42-я армия | -      | -          |
| 01.12.1941 года | Ленинградский фронт | -          | -      | -          |
| 01.01.1942 года | Ленинградский фронт | -          | -      | -          |
| 01.02.1942 года | Ленинградский фронт | -          | -      | -          |

## Память
- В Самарском государственном университете путей сообщений, в 1980 году, были установлены обелиск и вечный огонь в память о воинах бригады, погибших в годы войны.
- На станции Петрокрепость установлен памятник воинам бригады.

## Командиры
- подполковник, впоследствии генерал-майор технических войск (с 10.11.1942) Матишев, Василий Ефимович